# Église Sainte-Marie de La Cluse-Haute
Pour les articles homonymes, voir église Sainte-Marie.
L'église Sainte-Marie de La Cluse-Haute, ou église Saint-Nazaire ou encore église Saint-Georges est une église romane située aux Cluses, dans le département français des Pyrénées-Orientales. 
L'édifice a été classé au titre des monuments historiques en 1974.

## Situation
| \| Église Sainte-Marie de La Cluse-Haute \| Situation par rapport aux sites préromans des Pyrénées-Orientales. |
| Église Sainte-Marie de La Cluse-Haute                                                                          |

## Histoire
Citée pour la première fois en 1198, la construction de l'église Sainte-Marie de La Cluse-Haute semble toutefois remonter au Xe siècle. Elle est réparée successivement aux XIe et XIIe siècles. Son intérieur est modifié au XIVe siècle, époque à partir de laquelle elle sera de temps à autre mentionnée sous le nom de Saint-Nazaire, au lieu de Sainte-Marie. Les fresques que l'on peut voir dans l'abside principale ont été réalisées au XIIe siècle.

## Architecture
Vu de l'extérieur, le plan de l'église Sainte-Marie de la Cluse-Haute semble parfaitement rectangulaire, à l'exception du vestige d'un ancien porche devant la façade occidentale et dont ne subsiste qu'un arc. Cette façade, refaite au XIVe siècle à l'époque gothique est de type clocher-mur. Le portail, refait à la même époque, possède un encadrement en marbre blanc de Céret. Le reste de l'édifice, construit entre la fin du Xe siècle et le début du XIe siècle, ⁹est de style préroman. La partie orientale de l'intérieur de l'église est celle du chevet, construit sur un pan de muraille, et où se trouve une abside centrale flanquée de deux absidioles. Il y a donc trois nefs voûtées en berceau continu, soutenues par des arcs en plein cintre reposant sur trois paires de piliers, vers l'occident, au centre de l'édifice et contre le chevet, une quatrième paire située à l'orient ayant été détruite pour laisser la place à de vastes arcades surbaissées.

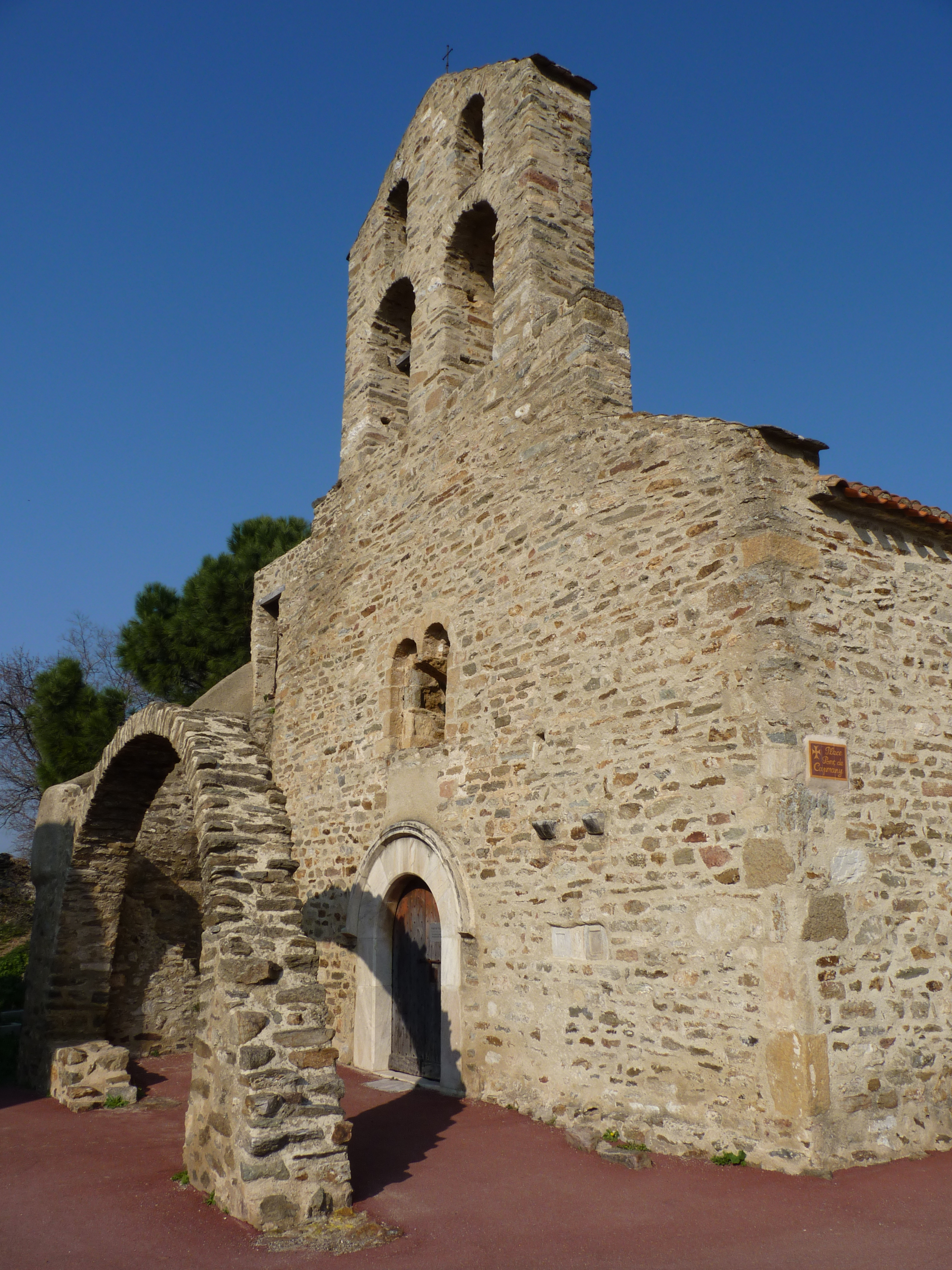
La façade occidentale
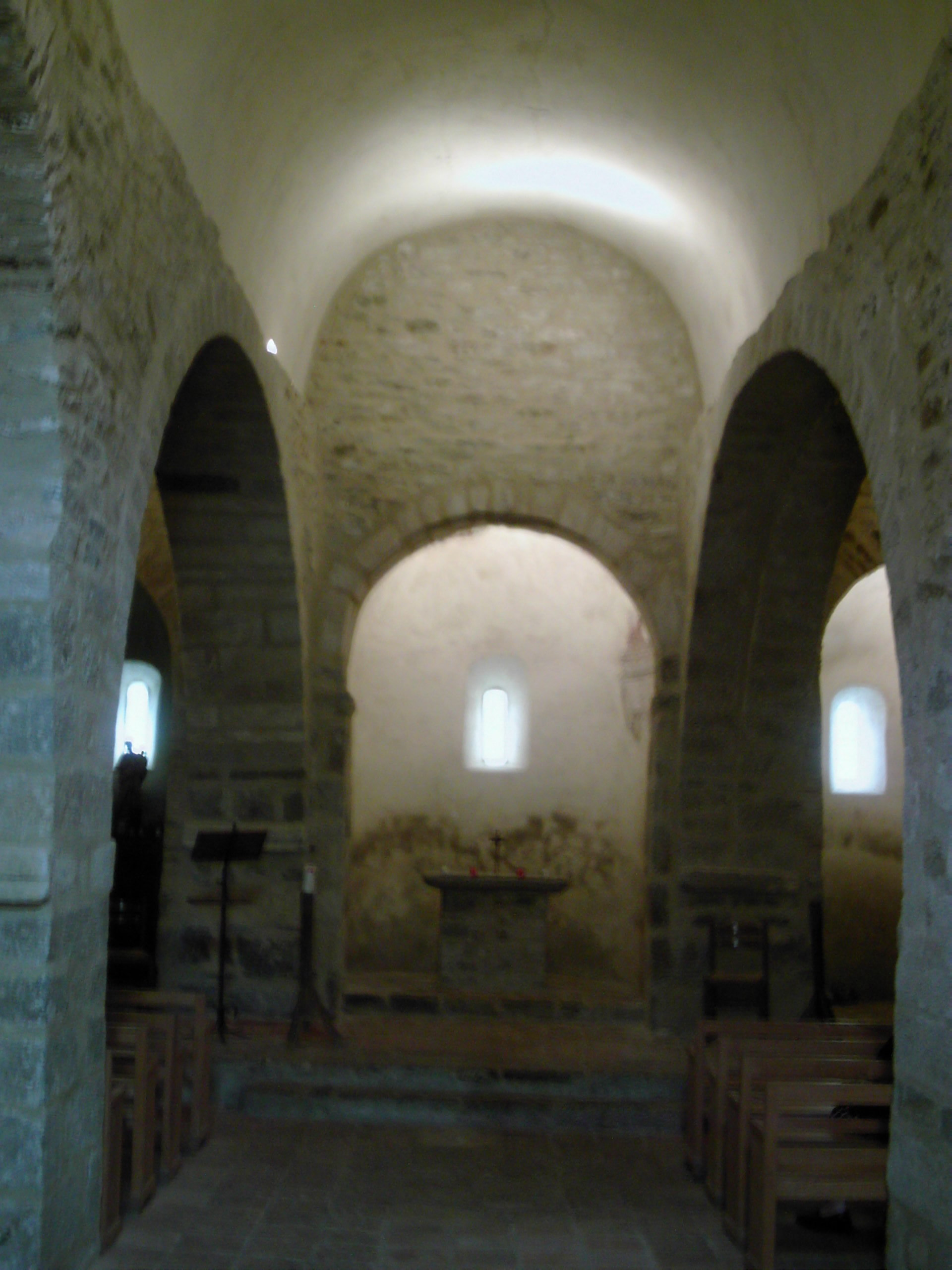
La nef centrale
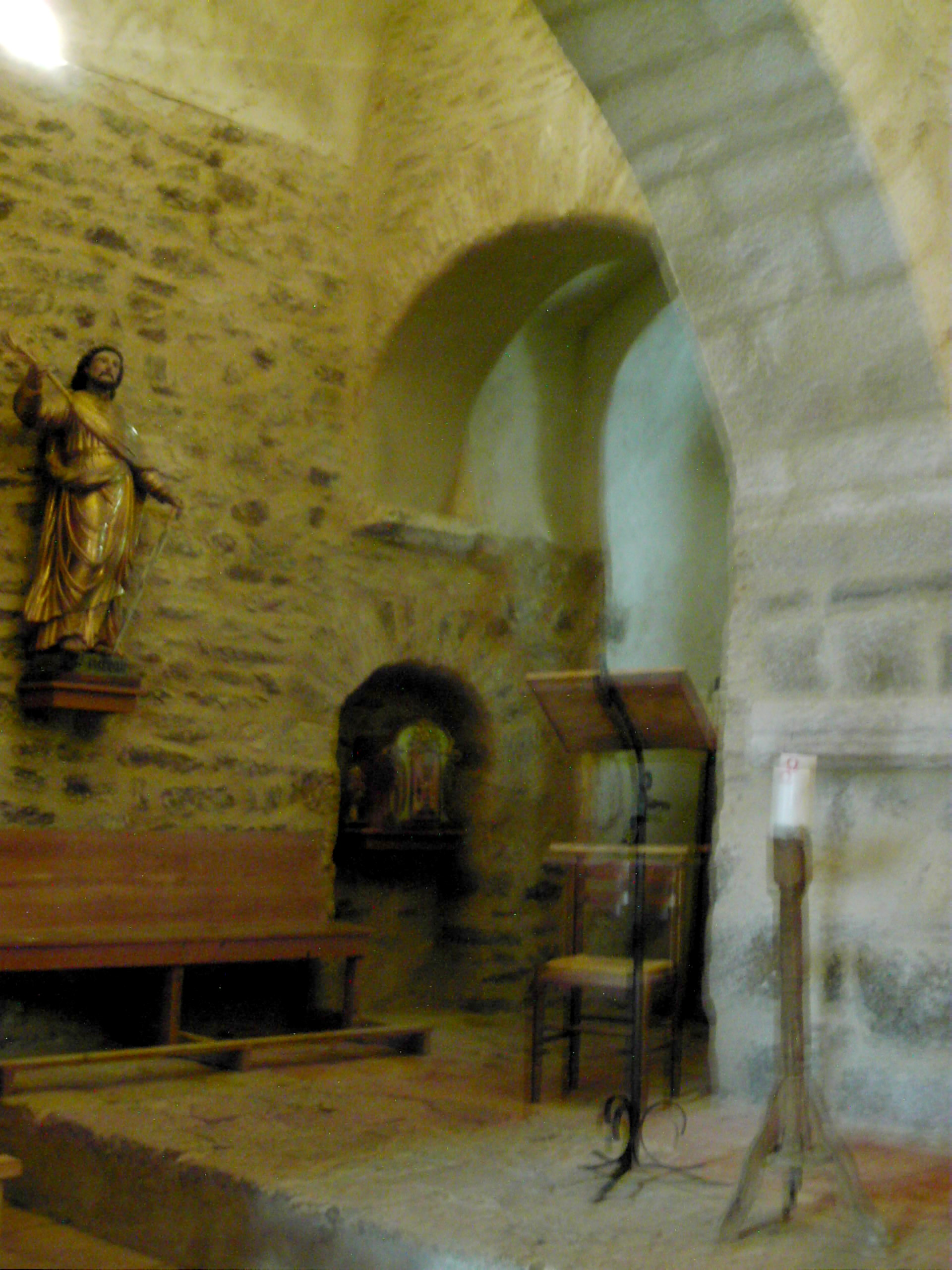
Arc entre la nef principale et la nef secondaire
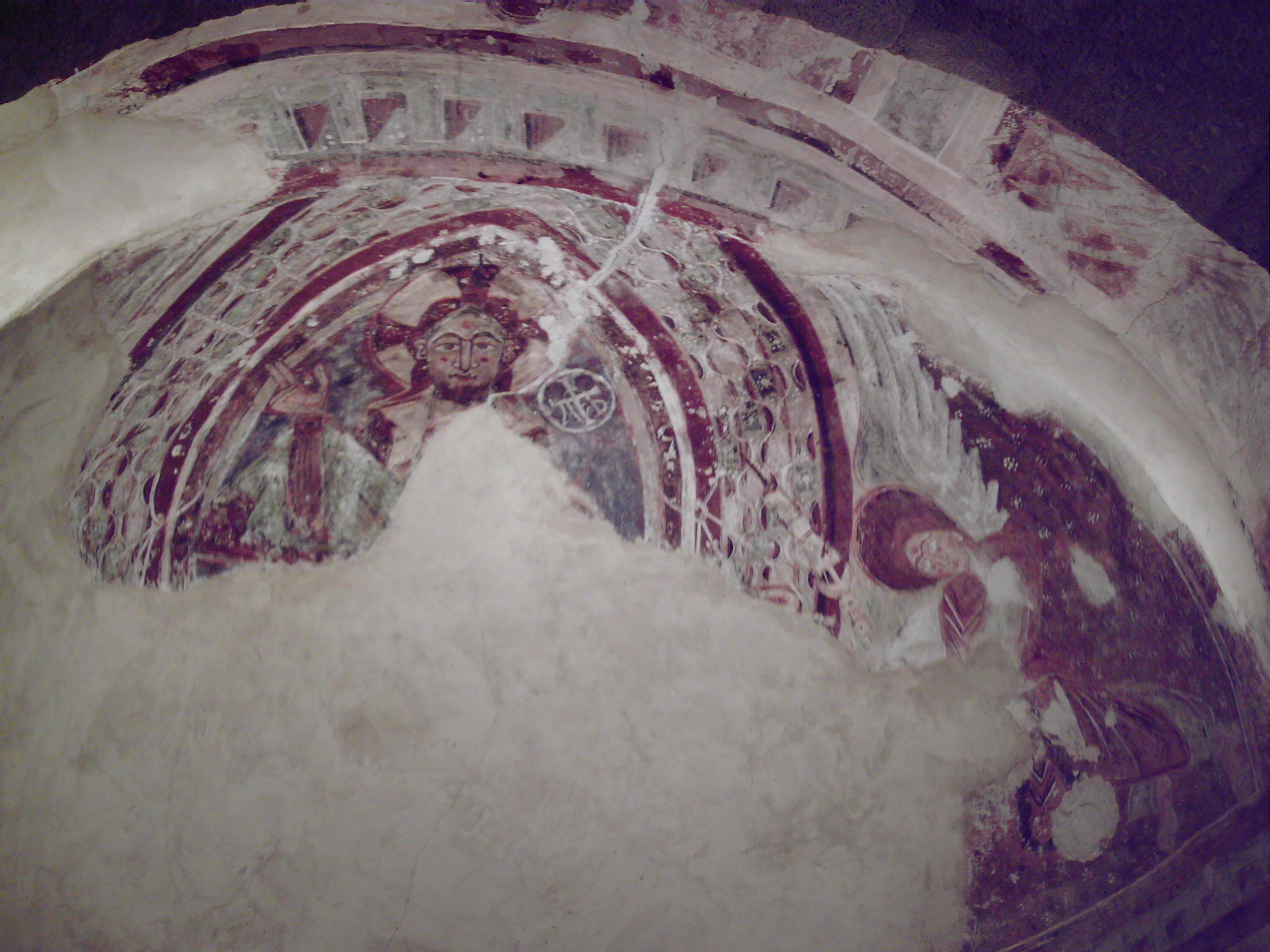
Fresque dans le chœur